# Montricós
Montricós (en francès Montricoux) és un municipi francès situat al departament de Tarn i Garona i a la regió d'Occitània.

## Demografia
| 1962                                       | 1968 | 1975 | 1982 | 1990 | 1999 | 2007  |
| ------------------------------------------ | ---- | ---- | ---- | ---- | ---- | ----- |
| 784                                        | 801  | 726  | 754  | 909  | 970  | 1.022 |
| Des de 1962: població sense dobles comptes |      |      |      |      |      |       |

## Administració
| Període   | Identitat              | Partit |
| --------- | ---------------------- | ------ |
| 1983-2001 | René Bayles            |        |
| 2001-2008 | Claude Jouany          |        |
| 2008-     | Fabienne Pern-Savignac |        |